# Cultura da Islândia

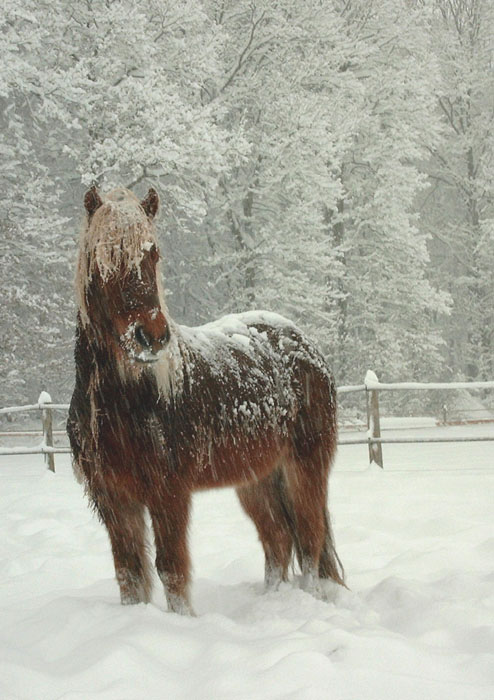
Cavalo islandês, no rigoroso inverno.

O conjunto de islandeses famosos inclui a cantora pop Björk, vencedora do Nobel da Música (Polar Music Prize), a banda de post rock Sigur rós e o romancista Halldór Laxness, vencedor do Prémio Nobel da literatura em 1955. São ainda cidadãos islandeses o antigo campeão mundial de xadrez Bobby Fischer, que adquiriu a nacionalidade a 21 de Março de 2005, e o pianista Vladimir Ashkenazy, que adoptou a nacionalidade islandesa no ano de 1972.
A taxa de literacia na Islândia é das mais elevadas do mundo, estando muito disseminado o gosto pela literatura, o xadrez e outros passatempos do género.
A sociedade e a cultura islandesas são bastante “amigáveis” para com as mulheres, uma vez que se encontram mulheres em posições de destaque no governo e no mundo dos negócios, note-se que as mulheres mantêm o nome após o casamento.
A Islândia tem uma vida nocturna animada. A baixa de Reykjavík tem bastantes bares onde frequentemente se encontram bandas a actuar. Note-se que os maiores problemas sociais estão relacionados com o alcoolismo.

## Literatura
- Sagas
- Saga de Njáll o Queimado
- Saga dos Groenlandeses
- Saga de Érico, o Vermelho
- Salmos da Paixão
- Rímur
- Hallgrímur Pétursson
- Halldór Laxness

## Pintura
- Þórarinn Þorláksso
- Jóhannes Kjarval
- Júlíana Sveinsdóttir